# محوطه علی شهر (شهر سوخته)
محوطه علی شهر (شهر سوخته) مربوط به هزاره اول قبل از میلاد - عصر آهن است و در شهرستان ورزقان، بخش خاروانا، ۱/۵ کیلومتری ضلع شمالی روستای اندرکان واقع شده و این اثر در تاریخ ۲۷ اسفند ۱۳۸۷ با شمارهٔ ثبت ۲۶۴۲۱ به‌عنوان یکی از آثار ملی ایران به ثبت رسیده است.